# Frederick Campbell, 3. hrabě z Cawdoru
Frederick Campbell, 3. hrabě z Cawdoru (Frederick Archibald Vaughan Campbell, 3rd Earl of Cawdor, 3rd Viscount Emlyn, 4th Baron Cawdor) (13. února 1847 – 8. února 1911) byl britský státník ze starobylého skotského klanu Campbellů. Jako člen Konzervativní strany byl poslancem Dolní sněmovny, později jako peer vstoupil do Sněmovny lordů. Zastával řadu čestných postů a v roce 1905 byl krátce britským ministrem námořnictva.
Pocházel ze starobylého skotského šlechtického rodu, náležel k linii, která vlastnila statky ve Walesu. Byl nejstarším synem 2. hraběte z Cawdoru a jeho manželky Sarah Compton-Cavendish (1813–1881), která pocházela z rodiny hrabat z Burlingtonu a patřila k blízkému okruhu dvora královny Viktorie. Jeho mladší bratři Ronald (1848–1879) a Alexander (1855–1929) sloužili v armádě, sestry se provdaly do významných rodin Lambton, Boyle a Howard.

## Politická kariéra
Vystudoval v Oxfordu a v letech 1874–1885 byl za konzervativce členem Dolní sněmovny. V parlamentu zastupoval waleské hrabství Carmarthen, které v této době zaznamenalo významný průmyslový rozvoj a vzrostla základna voličů Liberální strany, což vedlo k Campbellově porážce v roce 1885, později se ještě v roce 1892 neúspěšně pokusil získat poslanecký mandát v Manchesteru. Od roku 1895 až do smrti byl prezidentem železniční společnosti Great Western Railway Company, zastával též řadu čestných funkcí v několika waleských hrabstvích, mimo jiné byl lordem-místodržitelem v hrabství Pembroke (1896–1911). Po otci zdědil v roce 1898 titul hraběte z Cawdoru a vstoupil do Sněmovny lordů (do té doby vystupoval pod jménem vikomt Emlyn). V roce 1899 byl jmenován vojenským pobočníkem královny Viktorie a v této funkci setrval i za jejího syna Eduarda VII.
V březnu 1905 byl jmenován prvním lordem admirality (jeho předchůdce v této funkci 2. hrabě ze Selborne odešel jako guvernér do jižní Afriky), zároveň byl jmenován i členem Tajné rady. Jako ministr námořnictva zůstal členem kabinetu jen do prosince 1905, kdy padla konzervativní vláda. Ve Sněmovně lordů zůstal do smrti předním mluvčím konzervativní opozice.

## Rodina
S manželkou (1868) Georgianou Turnor měl deset dětí, dědicem rodových titulů byl syn Hugh Frederick Campbell, 4. hrabě z Cawdoru (1870–1914). Další syn Ian Campbell (1883–1962) za první světové války dosáhl hodnosti plukovníka, později byl lordem–místodržitelem ve skotském hrabství Nairnshire. Nejmladší syn Eric Campbell (1885–1918) padl za první světové války v hodnosti majora.
Vnuk Frederick Campbell, 5. hrabě z Cawdoru, byl dvakrát ženat. Jeho druhou manželkou a nyní vdovou je Angelika, rozená hraběnka Lažanská (*1943), dcera Prokopa IV. Lažanského.